# Carmen Nogales
Carmen Nogales (* vor 1994) ist eine Schauspielerin.

## Leben
Nogales spielte die Hauptrolle Olympia Miraflores in dem 1998 erschienenen Filmdrama Olympia, das von einer berühmten mexikanischen Seifenoper-Schauspielerin handelt, die sich dafür entscheidet ihre Schauspielkarriere zu beenden, um eine professionelle Speerwerferin zu werden. Der von Regisseur Bob Byington gedrehte Film wurde 1998 auf dem Long Island Film Festival gezeigt und gewann in der Kategorie „Bestes Drama“ den Grand Jury Prize. Nogales spielte zudem in dem Horrorfilm Texas Chainsaw Massacre – Die Rückkehr (1994), in dem Fernsehfilm Tornado! (1996), in dem Kriminalfilm Cement (2000) und hatte weitere kleinere Auftritte in Fernsehserien, so etwa in Sliders – Das Tor in eine fremde Dimension (1997) und Enterprise (2001).

## Filmografie
- 1995: Texas Chainsaw Massacre – Die Rückkehr (The Return of the Texas Chainsaw Massacre)
- 1996: Tornado! (Fernsehfilm)
- 1997: Sliders – Das Tor in eine fremde Dimension (Sliders, Fernsehserie, eine Folge)
- 1998: Olympia
- 2000: Cement
- 2001: Enterprise (Fernsehserie, 5 Folgen)